# T. R. Schellenberg
Theodore Roosevelt Schellenberg (24 de febrero de 1903 – 14 de enero de 1970) fue un archivista estadounidense. Es reconocido por sus teorías sobre la  valoración en la archivística. Sus publicaciones fueron parte de la fundación de la teoría y práctica archivística en Estados Unidos. 
Sus obras principales son: Archivos Modernos: principios y técnicas, La Administración de Archivos, y La Valoración de Archivos Públicos Modernos, que siguen hasta nuestros tiempos siendo textos prioritarios para la formación de los archivistas. 

## Biografía
Nació en febrero de 1903 en Garden Township, Kansas, fue hijo de Abraham Lawrence y Sarah Schroeder Schellenberg. Antes del nacimiento de Theodore, sus padres habían decidido emigrar de Rusia los Estados Unidos en 1879. En ese entonces había una gran población de menonitas en Kansas, lo que permitió a su padre continuar trabajando como líder menonita.

## Educación
Schellenberg se graduó en Historia en 1928 y después recibió el grado de maestro en Historia en 1930 en la Universidad de Kansas. Posteriormente, obtuvo el grado de doctorado en la Universidad de Pensilvania, en 1934.

## Trayectoria
Después del doctorado, Schellenberg se unió American Council of Learned Societies y el Social Science Research Council. Al año siguiente, comenzó a trabajar en la agencia de Archivos Nacionales y Administración de Documentos (NARA), como parte de un grupo de académicos que debía examinar los documentos de las agencias de Washington D.C. En 1938, fue nombrado jefe de la División de Archivos del Departamento de Agricultura, hasta 1945. Durante este periodo, en 1939, publicó su primer artículo titulado "Prácticas archivísticas europeas en la ordenación de documentos". En él señaló que los métodos europeos solo se aplicaban a la gestión documental estadounidense de manera limitada. En Estados Unidos había un crecimiento sin precedentes en la creación de documentos y las prácticas archivísticas de Europa no respondían adecuadamente a las necesidades de cambiar la gestión documental de Estados Unidos. Debido a su experiencia en NARA, la teoría de Schellenberg sobre los archivos provino de la necesidad de adaptar las prácticas europeas para trabajar con la documentación masiva.
Schellenberg dejó NARA durante tres años, al final de la Segunda Guerra Mundial en 1945, cuando tomó un trabajo como Oficial de Documentos en la Oficina de Administración de Precios. Su trabajo allí ilustró las muchas dificultades encontradas en la gestión de grandes cantidades de registros gubernamentales, lo que solo aumentó su compromiso de encontrar soluciones. En 1948, regresó a NARA como Asesor de Programa del Archivista y publicó su primer trabajo importante en 1949 llamado Disposición de Registros Federales: Cómo Desarrollar un Programa Efectivo para la Conservación y Eliminación de Registros Federales.
Schellenberg fue promovido como Director de Gestión Archivística en 1950 y  trabajó ahí hasta su jubilación en 1962. Uno de sus principales proyectos fue elaborar un programa de capacitación riguroso para los trabajadores de NARA porque había una estandarización inadecuada en las políticas y procedimientos de su división. También creó pautas sobre cómo se categorizarían los puestos y se aseguró de que las descripciones de los puestos fueran coherentes. Schellenberg continuó brindando capacitación en archivo a lo largo de su mandato en NARA mediante la planificación de un curso de dos semestres en la American University, la organización de una serie de simposios para archivistas de alto nivel y el viaje a centros de registros en Estados Unidos, para brindar clases de tres días sobre administración de archivos. Schellenberg también supervisó una revaluación masiva de documentos para eliminar documentos antiguos y aplicó una metodología más selectiva en la evaluación de nuevos documentos. Luego pasó a servir como archivista asistente de los Estados Unidos hasta que se jubiló en 1963.

## Influencia

### Schellenberg sobre la valoración
La principal contribución de Schellenberg a la archivística fue enfatizar la centralidad de la valoración en el trabajo de archivo y hacer de la selección un papel principal del archivista. Para Schellenberg, un documento tiene "valor primario" para el creador como evidencia de actividades, pero también tiene "valor secundario" (es decir, valor probatorio o informativo) fuera de la institución que los creó, como futuros usuarios o historiadores. Señaló que la forma más eficiente de lidiar con el gran volumen de documentos era diferenciar entre el valor primario y secundario de un documento y, por lo tanto, determinar su valor relativo en función del valor secundario de la información. registros. Esta diferenciación fue clave para Schellenberg, ya que defendió una mayor distinción entre documentos de archivo y archivos. En su definición, los documentos solo tienen un valor primario actual para sus creadores, pero los archivos son registro que un archivista considera que tienen un valor secundario significativo (es decir, que merecen una preservación permanente) fuera de su valor original para los creadores del documento. En consecuencia, los documentos estaban bajo el control de los administradores de registros, y solo los que tuvieran valor para los usuarios futuros (particularmente para futuras investigaciones históricas) pasarían a formar parte de los archivos.
Según Schellenberg, el valor de un  documento se puede evaluar en función de tres criterios:
- Unicidad: la información contenida en el documento no se puede encontrar en ningún otro lugar y no debe estar duplicada. Esto puede determinar qué tan único es el documento.[5]
- Forma: se deben considerar tanto la medida en que se formatea la información como la forma de los documentos en sí. También se debe tener en cuenta el hardware en el que se almacena la información o el hardware necesario para leer la información.
- Importancia: Al evaluar los documentos, las necesidades gubernamentales deben tener prioridad sobre las necesidades de los historiadores y científicos sociales. También debe tenerse en cuenta la importancia histórica de los documentos.[5]

### Archivos modernos: Principios y Técnicas
En 1954, Schellenberg viajó a Australia para ayudar a crear un sistema de archivos adecuado a sus necesidades. Durante este tiempo, sus notas de conferencias y seminarios comenzaron a tomar la forma de un libro de texto sobre el trabajo de archivo y las prácticas de gestión. En 1956, publicó este trabajo como el aclamado texto Archivos modernos: principios y técnicas, creando así el primer enfoque estadounidense exhaustivo de la administración de archivos.
El libro aborda cuestiones, preocupaciones y enfoques emergentes de la teoría y la práctica archivística moderna, delineando una relación estrecha entre los archivos y la gestión documental. Al responder a los problemas de archivo de su tiempo, particularmente a las preocupaciones de archivo claramente estadounidenses, el libro también yuxtapone el trabajo y la teoría de archivos estadounidenses con los de países europeos para aclarar la naturaleza y los métodos fundamentales de los archivos, la gestión documental y la gestión de archivos. El libro de Schellenberg fue bien recibido tanto en Estados Unidos como a nivel internacional, y rápidamente se convirtió en un texto central para los estudiantes de los programas de formación en archivística.

## Obra
- Schellenberg, Theodore R. (1956). Modern Archives: Principles and Techniques. Chicago: University of Chicago Press.1996 reprint online.
- Schellenberg, Theodore R. (1965). The Management of Archives. New York: Columbia University Press. 1988 reprint online.